# Frente Progresista Cívico y Social
El Frente Progresista Cívico y Social (FPCyS), renombrado de Frente Amplio Progresista (FAP) para las elecciones legislativas de 2021 (no confundir con la coalición de 2011), fue una alianza política de centroizquierda que surgió en Argentina en 2006. Actualmente existe únicamente en la provincia de Santa Fe. Se encuentra integrada por el Partido Socialista, Movimiento Libres del Sur, el partido Creo (ex Coalición Cívica ARI Santa Fe, que se independizó del orden nacional), un sector de la Unión Cívica Radical, un sector del GEN y el 
Partido Demócrata Progresista.
Originalmente estuvo integrada por los siguientes partidos: Partido Socialista, GEN, Unión Cívica Radical, Movimiento Libres del Sur, CC-ARI y el Partido Demócrata Progresista.
En 2015 tras la decisión de la UCR y la CC-ARI de formar Cambiemos, estos, abandonan el orden nacional pero siguen integrando el partido en la provincia de Santa Fe, posteriormente el PDP, también abandona la coalición a nivel nacional (en la provincia continúa integrando el frente con dos concejales en Rosario y un diputado provincial).
En 2017 el sector universitario de la UCR abandona el frente para conformar Cambiemos Santa Fe. Aun así el sector NEO de la UCR decidió quedarse. También, el GEN, abandona el frente para unirse al Frente Renovador pero, al igual que con la UCR, algunos dirigentes se quedan.

## Elecciones

### Generales Santa Fe 2007
El debut electoral del Frente se llevó a cabo en la jurisdicción donde nació, en la provincia de Santa Fe, en las Elecciones Generales de Santa Fe el 2 de septiembre de 2007, resultando triunfadora, y colocando a Hermes Binner como el primer gobernador Socialista de Argentina.

### Legislativas Santa Fe 2009
El 28 de junio de 2009 se llevaron a cabo elecciones legislativas en la República Argentina para renovar la mitad de los miembros de la Cámara de Diputados y un tercio de los miembros de la Cámara de Senadores. El Frente Progresista Cívico y Social llevó candidatos en la provincia de Santa Fe, pero la Alianza Electoral triunfadora en los comicios de 2007 esta vez estaba conformada por el Partido Socialista, la Unión Cívica Radical, el ARI y el Partido Demócrata Progresista. Los resultados arrojados fueron un virtual empate con el Frente Santa Fe Federal ya que triunfaron en Diputados por 0.01% (39,85%-39,84%) de diferencia y fueron derrotados en Senadores por 1.67% (40,59%-42,26%) de diferencia.

### Generales Santa Fe 2011
Con el Gobernador Hermes Binner lanzado a la candidatura presidencial de cara a los comicios del 23 de octubre de 2011, las elecciones para elegir su sucesor se realizaron el 24 de julio de 2011. El candidato del frente, el entonces Ministro de Gobierno y Reforma del Estado de la provincia, Antonio Bonfatti, fue elegido gobernador.

### Generales Entre Ríos 2011
También en Entre Ríos está conformado el Frente Progresista Cívico y Social con la participación del Partido Socialista, Unión Cívica Radical y Unión por la Libertad (Coalición Cívica) presentando la candidatura a gobernador del radical Atilio Benedetti logrando 120.705 de votos, el 18,85% de los sufragios, terminando segundo detrás del Frente para la Victoria.

### Legislativas Santa Fe 2013
Con vistas a las elecciones legislativas a realizarse en el año 2013 se replicó la experiencia frentista de Santa Fe en varias otras provincias, en las que se conformaron sendos frentes de centro-izquierda.
En algunos distritos se utilizó la misma denominación del Frente Progresista Cívico y Social como en Buenos Aires, Córdoba (sin la UCR) y San Luis. En otras se usaron designaciones propias, como en la ciudad de Buenos Aires (UNEN), en Chaco (Unión por Chaco), en Santa Cruz (Unión para vivir mejor), en Jujuy (Frente Jujeño), en Catamarca (Frente Cívico y Social), etc.
Finalmente en la provincia de Mendoza, se llegó a un acuerdo entre la UCR y Libres del Sur, sin el Partido Socialista.

## Resultados electorales

### Gobernador y vicegobernador
|  | 52,67 % |

|  | 39,68 % |

|  | 31,74 % |

|  | 37,91 % |

### Legisladores Provinciales
|  | 50,30 % |

|  | 49,48 % |

|  | 36,12 % |

|  | 50,28 % |

|  | 43,67 % |

|  | 41,49 % |

|  | 41,17 % |

|  | 35,11 % |

### Congreso Nacional
|  | 43,05 % |

|  | 33,67 % |

|  | 39,81 % |

|  | 40,57 % |

|  | 35,59 % |

|  | 42,31 % |

|  | 11,00 % |

|  | 12,95 % |

|  | 14,63 % |

|  | 10,00 % |

|  | 12,24 % |

|  | 12,50 % |